# Mpanjaka elegans
Mpanjaka elegans este o molie din familia Erebidae care se găsește în centrul Madagascarului.
Aripile sunt albe, pătate cu solzi negri, în special la baza treimei care este limitată de o dungă maro. Poartă un zigzag negru-pal pe linia post-mediană. Capul este alb-maroniu și are palpi negri. Antenele sunt albe, cu pete negre cu picături maro.
Masculul acestei specii are o anvergură de 51   mm. Acesta a fost descris ca un specimen din Ankafana, centrul Madagascarului.

## Vezi și
- Listă de molii din Madagascar

## Legături externe
- en Baza de date a genului Lepidoptera la Muzeul de istorie naturală